# San Pedro-kaktusz
A San Pedro-kaktusz (Echinopsis pachanoi, illetve Trichocereus pachanoi) a kaktuszfélék (Cactaceae) családjában az oszlopkaktuszok közé tartozik.

## Elterjedése
Ecuadorban, Peruban és Bolíviában honos; Peru és Ecuador határvidékén termesztik is.

## Megjelenése

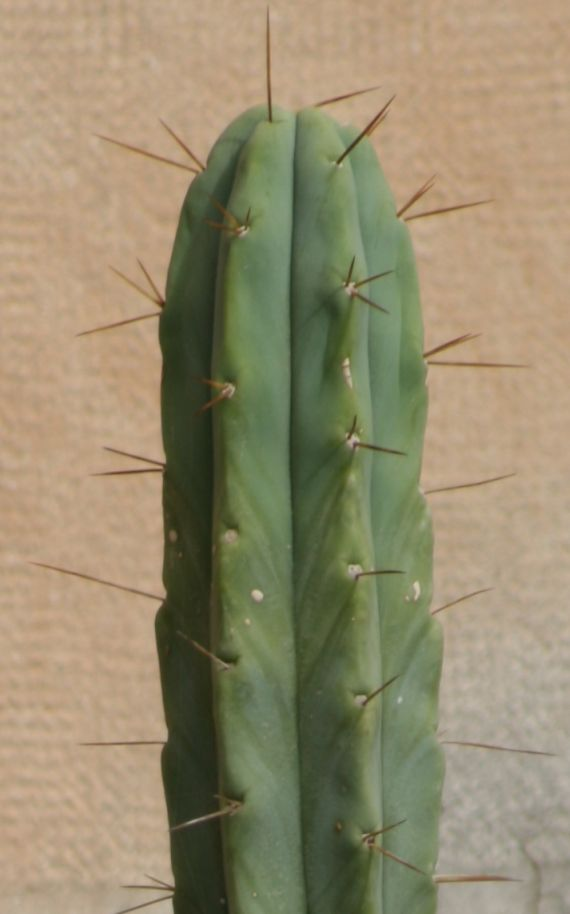
San Pedro-kaktusz fiatal hajtása

Fiatalon egyértelműen oszlopos, idős korában oldalhajtásokat növesztve fa alakúvá fejlődik. Az öreg, több száz éves példányok 6–8 m magasak lehetnek; törzsük 20–50 cm vastag, ágaik átmérője 10–20 cm. Kékeszöld hajtásai fiatalon a viaszbevonattól deresek, szürkén hamvasak. 6–8 bordája széles, gömbölyített, az areoláknál (rügypárnáknál) bemélyedő. Egy-egy areolából 3–7 különböző méretű, sárgás, illetve barnás árnyalatú tövis nő. Areolái fiatalon sárgás halványbarnák, később piszkosfehérek vagy szürkék.
Homorú tölcsér alakú, 22–23 cm hosszú, fehér virágai éjszaka nyílnak. Átmérőjük 10–20 cm. A virágcső kívül feketés, főleg a pikkelyek körül.
A kerekded, sötétzöld termés átmérője 3–5 cm; a szabálytalanul gömbölyded és érdes felületű, fekete vagy sötétbarna magé 1,5–2 mm.

## Életmódja
Nagyon fényigényes, de a szórt fényt szereti. A tűző napon napszúrást kaphat, de ha nem jut elég fényhez, hajtásai elvékonyodnak. A vizet jól áteresztő talajt kedveli, mert a pangó vízre nagyon érzékeny; attól könnyen elrothadhat.

## Felhasználása
A növény alkaloidokat, közöttük meszkalint tartalmaz, ezért egyes főzetét indián népek sámánjai, illetve papjai a peyotlhoz hasonlóan, a szertartásaikhoz szükséges révület elérésére fogyasztották. Használata különösen a Chavin-kultúrában terjedt el.